# Shirine Boukli
Shirine Boukli, född 24 januari 1999, är en fransk judoutövare.
Boukli tävlade för Frankrike vid olympiska sommarspelen 2020 i Tokyo. Hon blev utslagen i den första omgången i extra lättvikt mot Milica Nikolić.